# Noul val (științifico-fantastic)
a nu se confunda cu Noul val (New Wave - în muzică)
Noul val (din engleză New Wave) este un termen care se aplică lucrărilor de science-fiction produse în anii 1960 și 1970. Aceste lucrări se caracterizată printr-un grad ridicat de experimentare, atât ca formă cât și în conținut, având o sensibilitate literară sau artistică  și cu accentul pus pe soft spre deosebire de științifico-fantasticul hard. Termenul noul val este împrumutat dintr-o mișcare a filmului francez cunoscută sub numele de noul val francez (Nouvelle vague).
Scriitorii noului val s-au considerat de multe ori ca parte a modernismului și au batjocorit, uneori, texte din revistele pulp science fiction, considerate (unele dintre ele) ca fiind prea greu de digerat, adolescentine și prost scrise. Gary K. Wolfe, profesor de științe umaniste și de engleză la Universitatea Roosevelt, identifică introducerea termenului noul val în SF în 1966, într-un eseu scris pentru revista Fantasy and Science Fiction de Judith Merril, care a folosit termenul pentru a se referi la ficțiunea experimentală care a început să apară în revista engleză New Worlds după ce Michael Moorcock a devenit editor al revistei în 1964. Merrill a popularizat mai târziu acest tip de ficțiune în Statele Unite prin intermediul antologiei sale England Swings SF: Stories of Speculative Fiction (Doubleday 1968), deși o antologie anterioară (Dangerous Visions editată de Harlan Ellison, Doubleday 1967) a netezit calea pentru antologia lui Merril.

## Autori importanți New Wave
- Brian Aldiss
- J. G. Ballard
- John Brunner
- Philip K. Dick
- Samuel Delany
- Thomas M. Disch
- Harlan Ellison
- Harry Harrison
- M. John Harrison
- Ursula K. Le Guin
- Stanisław Lem
- Michael Moorcock
- Keith Roberts
- Robert Silverberg
- Norman Spinrad
- Roger Zelazny

Ray Bradbury, Theodore Sturgeon, Algis Budrys (special pentru romanul său Rogue Moon) și Alfred Bester pot fi considerați importanți precursori ai acestui curent literar.